# Neposredna demokratija
Neposredna demokratija ili direktna demokratija je oblik vladavine, gde svi ljudi zajedno odlučuju o svim stvarima od javnog značaja. Karakterišu je velike skupštine naroda, poznate još i kao zborovi, sabori i slično.

## Istorija direktne demokratije
Smatra se da je nastala u demokratskim gradovima-državama stare Grčke, od kojih je najuticajnija bila Atina, gde su se na centralnom gradskom trgu (grč. agora) okupljali svi odrasli građani (žena, deca, stranci i robovi su bili isključeni) da bi raspravljali i odlučivali o zajedničkim stvarima. Građani su se rotirali na javnim funkcijama, a kocka je bila jemstvo nepristrasnosti. Platon kritikuje ovaj sistem i zalaže se za vlast filozofa tj. stručnjaka.
Način neposrednog demokratskog odlučivanja je bio razvijen u Srba za vreme Otomanskog carstva u vidu seoskih zborova, ali je narodna samouprava bila ograničena turskim zakonima. U vremenu posle Prvog i Drugog srpskog ustanka, a pre konačnog učvršćenja monarhističke vlasti, javljaju se brojni narodni sabori i skupštine.
Neposredno demokratsko odlučivanje počelo se razvijati za vreme Socijalističke Federativne Republike Jugoslavije (SFRJ) u vidu zbora radnika, radničkih saveta, skupa stanara, kućnih saveta, mesnih zajednica, interesnih zajednica i delegatskog sistema.
Direktna demokratija danas postoji, zakonski priznata, u mnogim manjim kantonima Švajcarske, gde čitav narod jednog mesta periodično izlazi na trg u zbor i (često nakon višednevnih rasprava), donosi sopstvene lokalne zakone.
Najčuveniji savremeni oblici direktne demokratije su se javili u Argentini, tokom narodnog ustanka početkom 21. veka, u vidu stanarskih i susedskih skupština, kao i u vidu fabričkih saveta.

## Kritika predstavničke demokratije
Pobornici direktne demokratije tvrde da se reč demokratija danas svela na "pravo ljudi da izaberu svoju vladu" (Prizma rečnik) i da se ovo shvatanje demokratije manifestuje kroz “izborne cirkuse“ koji se konstantno iznova javljaju i u kojima postaje sve teže ubediti ljude da u njima učestvuju.
Oni dalje tvrde da je parlamentarna demokratija “lutkarska predstava” koja daje sredstva i moć eliti i "profesionalnim političarima", a oduzima od naroda. Izbori, i ostali "momenti demokratskog učešća", nisu ništa drugo do deo folklora koji daje parlamentarnom kapitalizmu legitiman izgled.
“Trebalo bi stati na put smešnoj ideji, koju propagiraju šefovi, da smo mi došli na ovaj svet da bismo se međusobno takmičili. Vrata ka pravednijem svetu se otvaraju onog momenta kada se odbace nejednakost i nadmetanje (pre svega tržišno), a ravnopravnost i saradnja postanu vodeći principi u našim životima.”

## Filozofija
Direktna demokratija teži borbi za radikalnu demokratizaciju svih procesa vezanih za donošenje odluka u društvu. Kada se govori o direktnoj demokratiji, govori se o jednakosti između pojedinaca kao osnovi za organizovanje društva.
Za razliku od parlamentarne demokratije u kojoj se od ljudi traži da prihvate ili odbace ideje koje pred njih stavljaju "eksperti", u direktnoj demokratiji se pretpostavlja da su ljudi sposobni da sami odluče šta je za njih najbolje. Prema direktno-demokratskoj filozofiji, organizacione odluke kompanije treba da se donose na sastancima koji su otvoreni za sve radnike.

## Principi
Američka feministkinja Džo Frimen (Jo Freeman) napisala je 1971. pamflet "Tiranija nestrukturiranosti" u kom kritikuje neformalne strukture i hijerarhije američkog feminističkog pokreta tog vremena. U suštini, ona u pamfletu tvrdi da je direktno-demokratskim organizacijama potrebna jasna formalna struktura, jer se u suprotnom, zbog prijateljskih odnosa, javlja "skrivena" hijerarhija.
Ovaj pamflet navodi sledeće direktno-demokratske principe:
- Poveriti određene odgovornosti određenim pojedincima, za određene zadatke, koristeći demokratske procedure. Kada svi znaju ko je odgovoran za određeni zadatak, svi znaju sa kime da se konsultuju oko potencijalnih nejasnoća.
- U svakom trenutku, oni kojima su zadaci povereni odgovorni su pred grupom koja im je poverila taj zadatak.
- Raspodeliti zadatke na što je moguće više ljudi. Ovim se sprečava monopolizacija moći, i od ljudi koji su na autoritarnim pozicijama se traži da se konsultuju sa ostalima u toku procesa.
- Rotirati zadatke među pojedincima. Zadaci koji se zadržavaju predugo na jednoj osobi počinju da budu viđeni kao 'vlasništvo' te osobe i teško ih je se odreći ili ih vratiti natrag pod kontrolu grupe.
- Zadatke dodeljivati na osnovu racionalnog kriterijuma. Sposobnost, interesovanja i odgovornost treba da budu osnovni kriterijumi prilikom izbora. Osobama treba dati priliku da steknu neke nove veštine, ali ovo se najbolje vrši putem dobre razmene veština, a ne metodom "potoni ili nauči da plivaš", koji čak može imati demoralizacioni efekat.
- Širiti informacije svima, što češće, jer informacija je moć. Što više neka osoba zna o tome kako nešto funkcioniše i šta se dešava, to će biti politički efektivnija.
- Osigurati jednaka prava pristupa sredstvima. Pristup računaru ili određenoj alatki može biti odlučujući za nečije mogućnosti unutar grupe.

Kada se ovi principi primene, velika je šansa da, bez obzira na to koji se vid organizacione strukture na kraju izabere, cela grupa ima moć a ne samo par pojedinaca ili neka neformalna elita.

## Problemi
Unutar direktno-demokratskih grupa, ne postoje šefovi koji dele naređenja. Najčešće ne postoji ni sistem kažnjavanja, kao što je otkaz, koji bi garantovao detaljno izvršavanje zadatka. Stoga, saradnja zavisi najviše od inicijative samih članova grupe. Nepridržavanje onoga što je već dogovoreno i ne preuzimanje odgovornosti predstavlja sabotažu za samu kooperaciju unutar grupe, i umanjuje šanse za postizanje željenog cilja.
Ponekad se čini da unutar direktno-demokratskih grupa radikalnih ideja postoji više nego bilo gde drugde. Ovo ima smisla, pošto je veća mogućnost da osoba bude “svoja” u direktno-demokratskom okruženju, nego što bi to bila u 'velikom, pokvarenom svetu'. Zbog ovog, i drugih razloga, sukobi između različitih ličnosti se neminovno dešavaju. Rešenje nije u tome da se ovi konflikti poriču, uguše ili zabrane, već da se usmere u pravcu u kome bi doprineli jačanju grupe i, na kraju, pomogli da se dostigne cilj kome se teži (dobar primer ovoga je uređivanje Vikipedije).

## Literatura
- Cary, M.; Scullard, H. H. (1967). A History Of Rome: Down To The Reign Of Constantine (2nd изд.). New York: St. Martin's Press.
- Cronin, Thomas E. (1989). Direct Democracy: The Politics of Initiative, Referendum and Recall. Cambridge, MA: Harvard University Press.
- Elster, Jon (1998). „Introduction”.  Ур.: Elster, Jon. Deliberative Democracy. Cambridge Studies in the Theory of Democracy. Cambridge University Press. ISBN 9780521592963. Архивирано из оригинала 28. 03. 2016. г. Приступљено 25. 12. 2018. [Претплата неопходна (помоћ)].
- Fishkin, James S. (2011). When the People Speak. Oxford University Press. ISBN 9780199604432.
- Golay, Vincent (2008). Swiss Political Institutions. Illustrated by Mix & Remix. Le Mont-sur-Lausanne: Éditions loisirs et pédagogie. ISBN 9782606012953.
- Gutmann, Amy; Thompson, Dennis F. (2004). Why Deliberative Democracy?. Princeton: Princeton University Press. ISBN 9780691120188. Приступљено 08. 04. 2014.
- Hirschbühl, Tina (2011a), The Swiss Government Report 1, Federal Department of Foreign Affairs FDFA, Presence Switzerland  — преко YouTube
- Hirschbühl, Tina (2011b), The Swiss Government Report 2, Federal Department of Foreign Affairs FDFA, Presence Switzerland  — преко YouTube
- Hirschbühl, Tina (2011c), How Direct Democracy Works In Switzerland – Report 3, Federal Department of Foreign Affairs FDFA, Presence Switzerland  — преко YouTube
- Hirschbühl, Tina (2011d), How People in Switzerland Vote – Report 4, Federal Department of Foreign Affairs FDFA, Presence Switzerland  — преко YouTube
- Hirschbühl, Tina (2011e), Switzerland & the EU: The Bilateral Agreements – Report 5, Federal Department of Foreign Affairs FDFA, Presence Switzerland  — преко YouTube
- Kobach, Kris W. (1993). The Referendum: Direct Democracy In Switzerland. Dartmouth Publishing Company. ISBN 9781855213975.
- Raaflaub, Kurt A.; Ober, Josiah; Wallace, Robert W. (2007). Origins of Democracy in Ancient Greece. Berkeley: University of California Press. ISBN 9780520932173.
- Razsa, Maple. (2015), Bastards of Utopia: Living Radical Politics After Socialism, Bloomington: Indiana University Press .
- Ross, Carne (2011). The Leaderless Revolution: How Ordinary People Can Take Power and Change Politics in the 21st Century. London: Simon & Schuster. ISBN 9781847375346.
- Smith, Graham (2009). Democratic Innovations: Designing Institutions for Citizen Participation (Theories of Institutional Design). Cambridge: Cambridge University Press. стр. 112.
- Stokes, Susan C. (1998). „Pathologies of Deliberation”.  Ур.: Elster, Jon. Deliberative Democracy. Cambridge Studies in the Theory of Democracy. Cambridge University Press. ISBN 9780521592963. Архивирано из оригинала 28. 03. 2016. г. Приступљено 25. 12. 2018. [Претплата неопходна (помоћ)].
- Watts, Duncan (2010). Dictionary of American Government and Politics. Edinburgh University. стр. 75. ISBN 9780748635016.
- Zagarri, Rosemarie (2010). The Politics of Size: Representation in the United States, 1776–1850. Cornell University. ISBN 9780801476396.
- Arnon, Harel (January 2008). "A Theory of Direct Legislation" (LFB Scholarly)
- Cronin, Thomas E. (1989), Direct Democracy: The Politics Of Initiative, Referendum, And Recall., Harvard University Press.
- Finley, M.I. (1973), Democracy Ancient And Modern, Rutgers University Press.
- Fotopoulos, Takis, Towards an Inclusive Democracy: The Crisis of the Growth Economy and the Need for a New Liberatory Project (London & NY: Cassell, 1997).
- Fotopoulos, Takis, The Multidimensional Crisis and Inclusive Democracy. Athens: Gordios. 2005.. . (English translation of the book with the same title published in Greek).
- Fotopoulos, Takis (јануар 2006). „"Liberal and Socialist 'Democracies' versus Inclusive Democracy"”. The International Journal of INCLUSIVE DEMOCRACY. 2 (2).
- Gerber, Elisabeth R. (1999), The Populist Paradox: Interest Group Influence And The Promise Of Direct Legislation, Princeton University Press.
- Hansen, Mogens Herman (1999), The Athenian Democracy in the Age of Demosthenes: Structure, Principles and Ideology. University of Oklahoma, Norman (orig. 1991).
- Köchler, Hans (1995). A Theoretical Examination of the Dichotomy between Democratic Constitutions and Political Reality. University Center Luxemburg.
- Magleby, David B. (1984), Direct Legislation: Voting on Ballot Propositions in The United States, Johns Hopkins University Press.
- Matsusaka John G. (2004) For the Many or the Few: The Initiative, Public Policy, and American Democracy, Chicago Press
- National Conference of State Legislatures, „Recall of State Officials”. 2004. Архивирано из оригинала 09. 10. 2004. г. Приступљено 25. 12. 2018.
- Orr Akiva e-books, Free download : Politics without politicians – Big Business, Big Government or Direct Democracy.
- Pimbert, Michel (2010). Reclaiming citizenship: empowering civil society in policy-making. In: Towards Food Sovereignty. http://pubs.iied.org/pdfs/G02612.pdf? e-book. Free download.
- Polybius (c.150 BC). The Histories. Oxford University, The Great Histories Series, Ed., Hugh R. Trevor-Roper and E. Badian. Translated by Mortimer Chambers. Washington Square Press, Inc (1966).
- Reich, Johannes (2008). „An Interactional Model of Direct Democracy – Lessons from the Swiss Experience”.. SSRN Working Paper.
- Serdült, Uwe (2014) Referendums in Switzerland, in: Qvortrup, Matt (Ed.) Referendums Around the World: The Continued Growth of Direct Democracy. Basingstoke, Palgrave Macmillan, 65–121.
- Verhulst Jos en Nijeboer Arjen Direct Democracy e-book in 8 languages. Free download.
- Zimmerman, Joseph F. (March 1999). „The New England Town Meeting: Democracy In Action”. Архивирано из оригинала 23. 11. 2011. г. Приступљено 25. 12. 2018.. Praeger Publishers.
- Zimmerman, Joseph F. (December 1999). The Initiative: Citizen Law-Making. Praeger Publishers.

## Spoljašnje veze
- Direktna demokratija kao integralna primena izražavanja neposredne volje građana
- Direktna demokratija, istraživanja, iskustva i izvori
- Pokret za direktnu demokratiju
- Neposredna demokratija na veb-sajtu  (језик: енглески)